# 14088 Ancus
14088 Ancus (1997 JB10) là một tiểu hành tinh vành đai chính được phát hiện ngày 3 tháng 5 năm 1997 bởi V. S. Casulli ở Colleverde di Guidonia.